# 水上村 (熊本縣)
水上村（日语：／ Mizukami mura */?）是位于日本熊本縣東南部的一個村，屬球磨郡。

## 歷史

### 年表
- 1889年4月1日：實施町村制，現在的轄區在當時分屬：球磨郡湯山村、岩野村、江代村。
- 1895年11月28日：湯山村、岩野村、江代村合併為水上村。

### 變遷表
| 1889年以前 | 1889年4月1日 | 1889年 - 1944年      | 1889年 - 1944年      | 1945年 - 1954年      | 1955年 - 1964年      | 1965年 - 1988年      | 1989年 - 現在        | 現在                 |
| ---------- | ------------ | -------------------- | -------------------- | -------------------- | -------------------- | -------------------- | -------------------- | -------------------- |
|            | 岩野村       | 1895年11月1日 水上村 | 1895年11月1日 水上村 | 1895年11月1日 水上村 | 1895年11月1日 水上村 | 1895年11月1日 水上村 | 1895年11月1日 水上村 | 1895年11月1日 水上村 |
|            | 江代村       | 1895年11月1日 水上村 | 1895年11月1日 水上村 | 1895年11月1日 水上村 | 1895年11月1日 水上村 | 1895年11月1日 水上村 | 1895年11月1日 水上村 | 1895年11月1日 水上村 |
|            | 湯山村       | 1895年11月1日 水上村 | 1895年11月1日 水上村 | 1895年11月1日 水上村 | 1895年11月1日 水上村 | 1895年11月1日 水上村 | 1895年11月1日 水上村 | 1895年11月1日 水上村 |

## 觀光資源

### 景點
- 湯山溫泉
- 市房水庫湖畔：日本櫻花名所100選之一

### 祭典、活動
- 湯山溫泉櫻花祭

## 外部連結
- （日語） 找不到URL。请在此处指定URL或在维基数据上添加。
- （日語） 維客旅行上的水上村
- OpenStreetMap上有關水上村 (熊本縣)的地理